# A tolonc
A tolonc è un film muto del 1915 diretto da Mihály Kertész.

## Distribuzione
Uscì nelle sale cinematografiche ungheresi il 20 marzo 1915. Internazionalmente, prese il titolo inglese di The Exile.